# Radio Enfer
 (juin 2018).
Radio Enfer est une comédie de situation québécoise en 143 épisodes de 28 minutes, diffusée entre le 7 septembre 1995 et le 28 mars 2001 sur Canal Famille pour les cinq premières saisons, puis VRAK.TV pour la dernière.
Elle est rediffusée en Ontario sur TFO entre 1995 et 1996, à partir du 7 mai 2012 sur Prise 2 et en 2017 sur Unis.
Cette comédie de situation a également été adaptée en anglais sous le titre de Radio Active (en) durant trois saisons de 1998 à 2001 sur YTV.

## Synopsis
Cette série culte pour la jeunesse met en scène la vie étudiante d'un groupe de la radio d'une école secondaire. Chaque épisode fait état d'une nouvelle situation, dramatique ou comique, pour le groupe de jeunes. Étrangement, le groupe a passé cinq ans à l'école, malgré le fait qu'ils étaient, selon toute vraisemblance, en troisième secondaire au début de la série.

### Première saison (1995-1996)
Lorsque la série commence, Carl « Le kat » Charest était déjà le directeur musical de la radio. Toutefois, il avait renvoyé tout le monde à la suite d'un différend. Après avoir, sans succès, essayé de convaincre son cousin timide Léo Rivard de se joindre à l'équipe, il est forcé, par la psychologue de l'école, Jocelyne Letendre, de prendre de nouveaux étudiants dans le groupe pour avoir une « émission de contenu » au programme.
Après quelques auditions lamentables, dont celle de Jean-Lou Duval admirateur niais et gauche de Carl qu'il surnomme « Carlou », et celle de Vincent Gélinas, le rédacteur égocentrique du journal étudiant Étudiant debout!, Carl prendra dans l'équipe Maria Lopez, une fille magnifique, mais superficielle, et Camille Bergeron, une nouvelle élève brillante.
La première saison explore surtout l'amitié grandissante entre les personnages, les essais, finalement triomphants, de Jean-Lou pour faire partie de la radio et la rivalité entre le journal et la radio. À la fin de la saison, Léo révélera enfin son amour pour Camille, qui y répondra de façon positive.

### Deuxième saison (1996-1997)
Le début de la nouvelle année apporte bien des changements. Premièrement, après s'être disputé avec tout le personnel du journal, Vincent en est le seul membre et doit déménager dans le placard à disques de la radio. Il ne restera pas seul longtemps, car une nouvelle étudiante, Dominique Vachon, une fille campagnarde, mais très versée dans le surnaturel, se joindra à lui. Vincent en tombera fou amoureux, mais ils ne resteront qu'amis.
Du côté de la radio, la relation entre Camille et Léo se compliquera et se terminera à la fin de la saison. Léo et Dominique vont sortir ensemble. La nouvelle proximité entre la radio et le journal fera aussi naître un début d'amitié entre Carl et Vincent, bien que ceux-ci restent, pour l'instant, plutôt en mauvais termes.

### Troisième saison (1997-1998)
La nouvelle année commence sur une triste note : Léo a déménagé en Floride durant l'été. Tous ont fait leur deuil relativement rapidement. Il s'agissait d'une grosse perte pour la série.
Durant cette saison, Carl et Maria essaient durant un temps de sortir ensemble, mais finissent par rompre, croyant leurs sentiments l'un pour l'autre trop faibles. Leur relation ne dure que deux épisodes. Vincent et Dominique ont aussi essayé de sortir ensemble, mais Vincent a dû casser après avoir découvert que Dominique était sa demi-sœur. Cette relation n'a duré qu'un seul épisode.
La psychologue Jocelyne Letendre est beaucoup moins présente durant la 3e saison, n'apparaissant que dans sept épisodes. En revanche, on y rencontre plus souvent Firmin Laplante, Carole Péloquin (« dictatrice au ministère de l'Éducation », selon les propos de Vincent), ainsi que deux nouveaux enseignants, Hervé Duguay et André Dufresne, qui sont tous deux des professeurs d'histoire. On y voit aussi Simone, l'ex-femme du directeur Giroux et professeure de biologie.

### Quatrième saison (1998-1999)
Pour remplacer Léo, Jocelyne « donne » au groupe un petit nouveau, Germain Saint-Germain, surnommé « le germe », qui réussit à être encore plus réservé et « nerd » qu'un hybride Léo-Vincent. Le groupe apprendra finalement à le supporter, mais difficilement à l'aimer. Paradoxalement, Jean-Lou se sent rejeté lorsque Germain devient le nouveau « punching bag » du groupe, alors que la bande de la radio commence presque à « respecter » celui qui auparavant les énervait tant.
Cette saison voit un véritable développement entre les relations des personnages. Carl et Maria, après avoir accepté le fait qu'ils étaient en fait depuis toujours amoureux l'un avec l'autre, ressortent ensemble. Dominique Vachon a complètement disparu sans explication entre les 3e et 4e saisons, mais elle réapparaît soudainement vers le milieu de la 4e saison, complètement changée. Elle ne donne plus dans les astres ni le spirituel, maintenant elle songe à devenir psychologue. Deux nouveaux personnages font leur apparition : Madame Champoux, la chef de la cafétéria au délicieux pâté chinois, et M. Galgouri, un prof de sciences drôlement bizarre. Firmin Laplante et tous les autres personnages secondaires/épisodiques des trois premières saisons n'apparaissent plus dans la série, les auteurs ayant changé en cours de route.
D'un côté un peu moins passionnel, sans que personne s'en rende compte, l'amitié entre Carl et Vincent a atteint des sommets, jusqu'à ce qu'ils soient forcés de l'admettre : ils sont meilleurs amis.

### Cinquième saison (1999-2000)
Dans le cadre d'un programme étudiant, Jean-Lou part étudier au Manitoba. Pour le remplacer, Carl engage Jean-David « JD » Vézina, qui, étonnamment (ou pas tant que ça), semble avoir encore moins de neurones que Jean-Lou. Jocelyne prend de plus en plus d'importance dans la 5e saison, c'est elle qui a organisé une journée "joie de vivre", où tout le monde doit faire de bonnes actions et Carl doit se déguiser en hot-dog géant… 
La fin du secondaire approchant à grands pas, chacun se prépare à l'inscription au cégep, au bal des finissants, et l'album des finissants. Nous faisons la rencontre de Lucienne Pitzikini, la patronne de Maria à la boutique "Chic Madame", et les liens entre les membres de la radio sont à leur apogée.
De son côté, à la fin de cette saison, Vincent va trouver le véritable amour…

### Sixième saison (2001 à Vrak)
La dernière saison est racontée de manière intermittente par Jocelyne Letendre alors que celle-ci parle à une caméra placée dans son congélateur, endroit où elle s'est réfugiée pour réfléchir à son mariage et aux événements récents. On apprend qu'elle et Rodolphe Giroux, le directeur, se sont fréquentés, et, par un concours de circonstances, ont été plus ou moins forcés de se marier bien que ni l'un ni l'autre ne soit tellement amoureux.
Du côté des jeunes, Carl et Maria, après une séparation lamentable, reviendront et resteront ensemble. Camille et Vincent aussi, après avoir découvert qu'ils étaient amoureux, iront étudier au même cégep. Jocelyne essaie tant bien que mal de préparer les jeunes au cégep. Puis, finalement, le temps est venu pour le groupe de Radio Enfer de faire ses adieux.

## Distribution
| François Chénier          | Carl Charest       | Régulier  | Régulier  | Régulier  | Régulier  | Régulier  | Régulier |
| Rachel Fontaine           | Maria Lopez        | Régulier  | Régulier  | Régulier  | Régulier  | Régulier  | Régulier |
| Anne-Claude Chénier       | Camille Bergeron   | Régulier  | Régulier  | Régulier  | Régulier  | Régulier  | Régulier |
| Joël Marin                | Vincent Gélinas    | Récurrent | Régulier  | Régulier  | Régulier  | Régulier  | Régulier |
| Isabelle Drainville       | Dominique Vachon   |           | Récurrent | Régulier  | Récurrent | Régulier  | Régulier |
| Robin Aubert              | Léo Rivard         | Régulier  | Récurrent |           |           |           |          |
| Michel Charette           | Jean-Lou Duval     | Régulier  | Régulier  | Régulier  | Récurrent |           |          |
| Vincent Magnat            | Germain St-Germain |           |           |           | Régulier  | Régulier  | Régulier |
| Guillaume Lemay-Thivierge | Jean-David Vézina  |           |           |           |           | Récurrent | Régulier |
| Micheline Bernard         | Jocelyne Letendre  | Récurrent | Récurrent | Récurrent | Régulier  | Régulier  | Régulier |
| Pierre Claveau            | Rodolphe Giroux    | Récurrent | Récurrent | Récurrent | Récurrent | Régulier  | Régulier |
| Alexis Martin             | Firmin Laplante    | Récurrent | Récurrent | Récurrent |           |           |          |
| Bruno Blanchet            | Gontrand Galgouri  |           |           |           | Récurrent | Récurrent | Régulier |

### Acteurs secondaires
- Serge Thériault : André Dufresne (Enseignant d'histoire)
- Luc Bourgeois : Hervé Duguay (Enseignant d'histoire)
- Sylvie Potvin : Madame Champoux (Cuisinière de l'école)
- Jean-Nicolas Verreault : Fred (Étudiant)
- Sylvie Choquette : Élisabeth Trave (Étudiante et bassiste dans un groupe avec Carl, M. Giroux et Jean-Lou)
- Chantal Francke : Carole Péloquin (Inspectrice du ministère de l'éducation)
- Louis-Georges Girard : Monsieur Charest (Propriétaire d'un salon de bowling, Le bowling Charest, et père de Carl)
- Sophie Faucher : Lucienne Pitzikini (Patronne de la boutique Chic Madame)
- Richard Lalancette : Gilbert (Mari de Jocelyne)
- Jean-François Baril : Carol Giroux (Neveu de M. Giroux)

### Acteurs épisodiques

#### Saison 1
- Christian Lalumière : Guy Alarie (1 et 19)
- Francis Lussier : Joël (Amateur de Hockey) (3)
- Steve St-Sauveur: José Lopez (3)
- Valérie Jeanneret : Hélène Duval (4)
- Patrick Groulx : Julien Picard (Surveillant P4) (4)
- Dominic Darceuil : Benoît Gariépy (5)
- Annick Villeneuve: Amélie Thivierge-Côté (6 et 19)
- Robert Duparc : Concierge Yergeau (7)
- Mario St-Amand : Ti-Guy Tremblay (10)
- Julie Surprenant : Corine (Blonde de Carl) (13)
- Philippe Ponton: Yakashi (Ami japonais de Camille) (17)
- Bruno Landry : Rémi Grenon (animateur du Défenseur du Citoyen) (18)
- Marc-André Lamarche : Antoine-Étienne (Membre de l'équipe du journal) (19)
- Valérie Valois : Geneviève (Prof d’aérobie) (21)
- Guy Jodoin : Bertrand-Henri Lapointe (Chum de Maria) (23)
- Anne Dorval : Anne Dorval (24)
- Jean Fournier : Killer Barette (26)

#### Saison 4
- Jean-François Mercier : Marina Blast (3)
- Catherine Archambault : Sophie-Alexandra Delatour (7)
- Sylvie Potvin : Madame Champoux (8, 14 et19)
- Christian Bégin : Jean-Jacques Dion (11)
- André Gauthier : Policier (16)
- Sylvie Potvin : Infirmière Champoux (17)
- Jean-François Baril : Carol Giroux (20)
- Muriel Dutil : Marie-Thérèse Schmout (23)

#### Saison 5
- André Gauthier : Inspecteur Colomb (2)
- Sophie Faucher : Lucienne Pitzikiny (4, 17 et 23)
- Marianne Moisan : Fée des hot-dogs (5)
- Jean-Guy Bouchard : Agent secret du gouvernement (11)
- Alain Martel : Raymond Fleury (13)
- Marie-Hélène Berthiaume : Marie Cumin (15)
- Alexandre Mérineau : Max St-Martin (18)
- Alejandro Moran : Rodriguo Lopez (24)
- Alejandro Moran : Ramon Lopez (24)
- Jean-François Baril : Carol Giroux (25 et 26)

#### Autres saisons
- Emmanuel Charest : Le Gros Magnan
- Vincent Graton : Monsieur Chartrand (Enseignant d'économie)
- Jean-Guy Viau : Georges Bélanger
- Étienne Depassillé : Éric Juneau
- Ysabelle Rosa : Cassandre Thibeault (Étudiante)
- Nathaly Charrette : Charlotte Dubreuil (Étudiante)
- Claude-Michel Coallier : Alexandre Dussault-Dumont (Étudiant)
- Pierre Claveau : Rodolphe Giroux (Constable)
- André Ducharme : Ronnie Angello (Gérant d'artiste, parodie de René Angélil)
- Alain Zouvi : Arnaud Brodeur (Sergent de l'armée canadienne)
- David Savard : Cédric Gélinas (Frère de Vincent)
- Pascale Desrochers : Mathilde (Stagiaire de Jocelyne)
- Suzanne Bolduc : Manon Boutin (Étudiante)
- Gary Boudreault : Monsieur Gélinas (Père de Vincent)
- Sylvio Archambault : Steve Robidoux (Ancien voisin de Dominique lorsqu'elle vivait à St-Pit-Du-Clos)
- Pierre Collin : Cotton Morisseau (Personne de l'âge d'or qui retourne finir son secondaire)
- Jean-Guy Bouchard : Concierge St-Georges
- Catherine Lachance : Suzie Smith (Rédactrice en chef d'une revue de beauté)
- Tania Kontoyanni : Louisa Lopez (Cousine de Maria)
- Sylvie Demers : Rita Mercier (Mère de Léo)

## Fiche technique
- Réalisateurs : François Jobin et Louis Saia
- Scénaristes
  - Saisons 1 à 3 : Luc Déry, Yves Lapierre, Michel Lessard, François Parenteau, Lise Mouffette, Les 4-Alogues et Martin Thibaudeault
  - Saisons 4 à 6 : Pascal Blanchet, Philippe Daoust, Anne Lecours, Jean-François Mercier, Louis-Philippe Morin, Micheline Sylvestre et Bruno Blanchet
- Script-éditeurs : Louis Saia (saisons 1 à 3) et Anne-Denise Carette (saisons 4 à 6)
- Metteurs en scène : Louis Saia (saisons 1 à 3) et Gilbert Dumas (saisons 3 à 6)
- Producteurs : Claudio Luca et Pierre Olivier

## Épisodes

### Première saison (1995-1996) Canal Famille
1. Rencontre du troisième (et du quatrième) type (7 septembre 1995)
2. Camille prend sa place (14 septembre 1995)
3. Maria cherche l'âme sœur (21 septembre 1995)
4. Le triomphe de Jean-Lou (28 septembre 1995)
5. Benoît brise face (5 octobre 1995)
6. L'école en campagne (12 octobre 1995)
7. Deux filles un mardi soir (19 octobre 1995)
8. Heureux qui, comme Vincent, fera un beau voyage (26 octobre 1995)
9. État de siège (2 novembre 1995)
10. Le radiothon (9 novembre 1995)
11. Sauvons Giroux! (16 novembre 1995)
12. L'échec de Léo (23 novembre 1995)
13. Une radio à la mode (30 novembre 1995)
14. Le « burn-out » de Camille (7 décembre 1995)
15. Vols en série (14 décembre 1995)
16. Le cadeau de Grec (21 décembre 1995)
17. Les tribulations d'un Japonais (11 janvier 1996)
18. Le scoop de Camille (18 janvier 1996)
19. Génies en herbe (25 janvier 1996)
20. Le grand dérangement (1er février 1996)
21. Le « surprise-party » de Carl (8 février 1996)
22. Jean-Lou Valentino (15 février 1996)
23. À l'intellectuel, intellectuel et demi (22 février 1996)
24. Le carnaval (29 février 1996)
25. La force de Jean-Lou (7 mars 1996)
26. Léo love Camille (14 mars 1996)

### Deuxième saison (1996-1997)
1. Une rentrée qui a du piquant (5 septembre 1996)
2. Installation non-comprise (12 septembre 1996)
3. Discussions enrichissantes (19 septembre 1996)
4. Jean-Lou témoin à charge (26 septembre 1996)
5. Le voyage de sport (3 octobre 1996)
6. Carl pris entre deux feux (10 octobre 1996)
7. Jean-Lou génie (17 octobre 1996)
8. La journée peace & love (24 octobre 1996)
9. Jocelyne, hypnothérapeute (31 octobre 1996)
10. Concours des radios étudiantes (7 novembre 1996)
11. Bonne fête Vincent (14 novembre 1996)
12. Les choses de la vie (21 novembre 1996)
13. Le futur de la gang (28 novembre 1996)
14. La stagiaire (5 décembre 1996)
15. Vincent dans le plâtre (12 décembre 1996)
16. La classe neige (19 décembre 1996)
17. Le psychotest de Jocelyne (9 janvier 1997)
18. Internet (16 janvier 1997)
19. Vincent romancier (23 janvier 1997)
20. La guerre de succession (30 janvier 1997)
21. Jocelyne, orienteure (6 février 1997)
22. L'arnaque (13 février 1997)
23. Questions de valeurs (20 février 1997)
24. La rupture (première partie) (27 février 1997)
25. La rupture (deuxième partie) (6 mars 1997)
26. La visite surprise (13 mars 1997)

### Troisième saison (1997-1998)
1. Maria la girouette (4 septembre 1997)
2. Le pro de la radio (11 septembre 1997)
3. La crise d'identité de Camille (18 septembre 1997)
4. Le frère de Vincent (25 septembre 1997)
5. Dufresne en amour (2 octobre 1997)
6. Cotton Morisseau (9 octobre 1997)
7. Reportage sur l'école (16 octobre 1997)
8. Quand Cupidon frappe (23 octobre 1997)
9. Le show de sketches (30 octobre 1997)
10. Le chasseur (6 novembre 1997)
11. Le pari de Carl (13 novembre 1997)
12. Le drame de Dominique (20 novembre 1997)
13. Les jeunes inventeurs (27 novembre 1997)
14. Gloire éphémère (4 décembre 1997)
15. Le Robidoux (11 décembre 1997)
16. La thérapie de Laplante (18 décembre 1997)
17. Directeur d'un jour (8 janvier 1998)
18. Jean-Lou, star d'un jour (15 janvier 1998)
19. Assez, c'est assez! (22 janvier 1998)
20. La « vengeance » de Maria (29 janvier 1998)
21. Le terrible secret (5 février 1998)
22. Le tribunal (12 février 1998)
23. La cabane à sucre (19 février 1998)
24. Le nouveau zodiaque (26 février 1998)
25. Giroux rétrogradé (5 mars 1998)
26. Le crime de Laplante (12 mars 1998)

### Quatrième saison (1998-1999)
1. Le petit nouveau (10 septembre 1998)
2. Le gorille (17 septembre 1998)
3. Carl au Journal (24 septembre 1998)
4. Le Radio-Roman (1er octobre 1998)
5. L'agence de rencontres (8 octobre 1998)
6. État second (15 octobre 1998)
7. Germain man (22 octobre 1998)
8. Pour les beaux yeux de Madame Champoux (29 octobre 1998)
9. Le poème de Jean-Lou (5 novembre 1998)
10. Les leçons de Maria (12 novembre 1998)
11. Thérapie de groupe (19 novembre 1998)
12. Le chantage de Giroux (26 novembre 1998)
13. La jumelle de Camille (3 décembre 1998)
14. Nuit blanche (10 décembre 1998)
15. Tamagotchi mon bébé (17 décembre 1998)
16. Les extraterrestres sont parmi nous (7 janvier 1999)
17. Carl à l'hôpital (14 janvier 1999)
18. Ma soirée chez Vincent (21 janvier 1999)
19. Le M.T.F. (28 janvier 1999)
20. Le neveu de Giroux (4 février 1999)
21. Sans titre (11 février 1999)
22. Huis clos (18 février 1999)
23. Journée carrière (25 février 1999)
24. Le restaurant (4 mars 1999)
25. Télépatati (11 mars 1999)
26. La soirée Méritas (18 mars 1999)

### Cinquième saison (1999-2000)
1. L'arrivée du JD (2 septembre 1999)
2. La chasse au trésor (9 septembre 1999)
3. Qui a peur du gros méchant Giroux? (16 septembre 1999)
4. Chic Madame! (23 septembre 1999)
5. Rôteux la mascotte (30 septembre 1999)
6. Carl pris en sandwich (7 octobre 1999)
7. Espace-Enfer (14 octobre 1999)
8. La louve des steppettes (21 octobre 1999)
9. Fille au bord de la crise de nerfs (28 octobre 1999)
10. La mystérieuse fille… (4 novembre 1999)
11. L'agent JD-007 (11 novembre 1999)
12. Dominique sous roche (18 novembre 1999)
13. Une fenêtre sur ton derrière (25 novembre 1999)
14. La dame en bleu (2 décembre 1999)
15. L'homme invisible (9 décembre 1999)
16. Elles sont folles de lui… (16 décembre 1999)
17. La soirée Pupperwhale (6 janvier 2000)
18. Chéri, j'ai échangé les bébés (13 janvier 2000)
19. Meurtre et misères (20 janvier 2000)
20. L'impro (27 janvier 2000)
21. Jocelyne Letendre (3 février 2000)
22. Les prédictions de Camille (10 février 2000)
23. La nuit du gros chauffe-eau (17 février 2000)
24. Rodrigue, as-tu du cœur? (24 février 2000)
25. Radio-Émotion (2 mars 2000)
26. Aux dernières nouvelles (9 mars 2000)

### Sixième saison (2001 Vrak)
Début de la chaine Vrak
1. La mode de Maria (3 janvier 2001)
2. Les colocs (10 janvier 2001)
3. L'échange (17 janvier 2001)
4. Écran de fumée (24 janvier 2001)
5. La grande sortie (31 janvier 2001)
6. La révélation (7 février 2001)
7. L'album des finissants (14 février 2001)
8. Le choix de Jocelyne (21 février 2001)
9. Baiser volé (28 février 2001)
10. En veillant dans le salon (7 mars 2001)
11. Nuit blanche (14 mars 2001)
12. La mariée avait les pieds gelés [1/2] (21 mars 2001)
13. La mariée avait les pieds gelés [2/2] (28 mars 2001)

## Personnages

### Personnages principaux
- Carl « Le Cat » Charest (Directeur musical de la radio étudiante) : Interprété par François Chénier. Patron de la radio, Carl est très meneur. Il s'habille d'un style "rebelle" caractérisé par son manteau de cuir fétiche. "Baveux" (les premiers épisodes révèlent que le nom de "Gros Dix-Roues" pour le directeur Giroux est de son cru, même si Giroux l'ignorera toujours), mais peureux lorsqu'une brute le menace. Carl se sort généralement des problèmes avec de belles paroles, car il manipule très bien les gens, notamment le directeur. Il a eu quelques blondes au cours des saisons, dont la séduisante Maria Lopez, et semble aimer draguer. Son père est propriétaire du Bowling Charest et il lui arrive d'y travailler pour l'aider. Il aime jouer aux jeux d'arcade et à Donjons & Dragons, surtout au début de la série avec son cousin. C'est aussi un passionné de musique.
- Léo Rivard (Directeur technique de la radio étudiante) : Interprété par Robin Aubert. Léo est excessivement timide et coincé, qui angoisse à la simple pensée de faire quelque chose de mal. Parler à la radio le rend malade (littéralement). Sa mère est très stricte avec lui. Lorsqu'un des membres de la radio le culpabilise, il répond souvent sur un ton larmoyant Ah Come on Carl/Vincent ou quiconque qui le culpabilise. Il est également très faible; il a de la difficulté à lever une chaise à roulette... Léo est le cousin de Carl, mais ni lui ni sa mère ne portent le nom de Charest. En fait, la mère de Carl est probablement la sœur du père de Léo car au début de la première saison, celui-ci demande à Carl si leur grand-maman Rivard est à l'hôpital. Il aime jouer aux jeux d'arcade et à Donjons & Dragons, surtout au début de la série avec son cousin. Il est également collectionneur de cartes de hockey, dont sa plus précieuse est celle de Raymond Bourque en tant que recrue. Léo est un excellent élève, qui n'a raté qu'un seul examen de sa vie (un examen de math). Il est très doué en dessin et a déjà ouvert un stand de caricature à l'école. À la fin de la Saison1, Camille et Lui forment un couple cependant à la fin de la Saison2 Camille met fin à cette relation. Il devient alors en couple avec Dominique.
- Maria Lopez (Directrice des finances de la radio étudiante) : Interprétée par Rachel Fontaine. Maria est une fille directe et superficielle, très à la mode et qui n'a pas peur de dire ce qu'elle pense. Ses parents viennent du Chili. On lui a vu quelques hommes au cours des saisons, et on sait qu'elle a déjà une énorme quantité d'ex à son arrivée dans la série, car elle montre à Camille ses énormes albums contenant les photos de ses ex. Maria apparaît comme un personnage très proche de l'argent : elle est la première de la série vue en train de travailler, ne sort qu'avec des garçons qui ont une voiture (Carl étant l'exception), et son goût général pour l'argent n'est un secret pour personne. Cela est explicable par le fait qu'il est sous-entendu dans la série que Maria n'est pas riche, voire pauvre : notamment dans l'épisode où elle travaille dans un casse-croûte et où elle répond à Jocelyne (qui lui demande dans quel monde elle vit) qu'elle vit dans un appartement avec une seule chambre avec ses parents et ses nombreux frères. C'est également sous-entendu lors d'un épisode de la première saison, où elle campe avec Camille dans le local de la radio parce qu'elle a de la famille en visite et que ça signifie dormir sur le sofa du salon. Maria est la seule fille de sa famille : un de ses frères (hyperactif et agressif, tel que vu dans un épisode de première saison) est plus jeune, et les autres sont plus vieux. Maria semble une élève médiocre, elle échoue fréquemment aux examens et a même déjà admis qu'en général, les points reçus sont pour la propreté de sa copie. Elle a triché au moins trois fois : une fois avec Carl lorsque Léo a trouvé le corrigé du prof de physique (c'était cependant le mauvais corrigé), une fois en regardant par erreur sa montre lors d'une triche organisée par Léo et Carl avec l'horloge de la classe et enfin en regardant la copie de la dictée de Germain St-Germain à travers son miroir lorsqu'elle se maquillait. Ses capacités en calcul mental sont toutefois exceptionnelles… lorsqu'il y a un signe de dollar au bout des chiffres. Malgré tout cela, elle a d'une façon ou une autre obtenu son diplôme, puisqu'elle va au Cégep à la fin de la série.
- Camille Bergeron (Directrice du contenu de la radio étudiante) : Interprétée par Anne-Claude Chénier. Petite et au style vestimentaire plutôt "démodé", elle détonne à côté de la grande et toujours bien habillée Maria Lopez. Elles sont très différentes, et sont pourtant très vite devenues des amies. Camille a vécu à plusieurs endroits, notamment au Japon et en Afrique, car son père est psychologue animalier. Elle était nouvelle au début de la série, mais s'est très vite intégrée au groupe de la radio. Camille se donne à 100 % dans son travail à la radio, et est impliquée dans plusieurs activités, à tel point qu'elle a déjà fait du surmenage.
- Jean-Lou « Le Hot-Dog » Duval (Membre de la radio étudiante) : Interprété par Michel Charette. Il voue une grande admiration à Carl. Jean-Lou est le plus jeune membre de la radio, et il est le chouchou absolu de Jocelyne. Il n'y a d'ailleurs qu'elle pour l'apprécier, du moins en apparence : les membres de la radio, surtout Carl, sont constamment agacés par sa stupidité qui ne cesse d'atteindre des sommets. Il se considère toutefois comme partie intégrante de la bande, et semble percevoir les mauvais traitements des autres comme étant une marque d'affection, ainsi que le prouve sa tristesse lorsque Germain St-Germain arrive dans le décor, et que tout le monde délaisse Jean-Lou pour se mettre sur son dos. Jean-Lou est très gros (et ne semble pas en avoir conscience) à cause de sa gourmandise. On lui connait une sœur, très belle, du nom d'Hélène qui a fréquenté Carl le temps d'un épisode. Il semble être élevé uniquement par sa mère, célèbre dans la série notamment pour ses pâtés au gras de jambon (que Jean-Lou adore), et pour, selon Carl, n'avoir besoin que d'un voyage pour sortir l'épicerie de la voiture et la rentrer dans la maison (et vu ce que Jean-Lou mange, on imagine la taille de l'épicerie en question).
- Germain St-Germain (Membre de la radio étudiante) : Interprété par Vincent Magnat. Intégré à la radio par Jocelyne, il est maigre, à lunettes, cheveux gras, et porte toujours des vêtements qui ressemblent à un uniforme d'école privée : il s'agit d'une caricature d'élève modèle. Il suit le règlement à la lettre et obtient toujours d'excellents résultats scolaires, mais il est étonnamment idiot et maladroit pour un tel génie. Cette école est sa première école mixte, ce qui l'a conduit notamment à entrer accidentellement dans les toilettes des filles à son arrivée, puisque pour lui, une toilette, "ça n'a pas de sexe". Il antagonise souvent (bien malgré lui) le groupe à cause de son obsession pour le règlement et sa maladresse. Bien que le groupe l'insulte souvent et va jusqu'à le violenter (Jean Lou révèle dans un épisode que Carl l'a déjà enfermé dans son casier) ils lui ont parfois montré leur affection (à de rares reprises).
- Jean-David « JD » Vézina (Membre de la radio étudiante) : Interprété par Guillaume Lemay-Thivierge. Étonnamment, il réussit à être plus stupide que Jean-Lou avant lui, ne sachant notamment pas qu'il faut s'inscrire au Cégep pour y être accepté. Il est cependant moins énervé et moins envahissant que Jean-Lou. Il est très ami avec Germain.
- Vincent Gélinas (Rédacteur en chef du journal étudiant et membre de la radio depuis la saison 3) : Interprété par Joël Marin. Vincent se prend très au sérieux. Il est impopulaire, autant auprès des filles que de ses pairs, mais cela tend à s'améliorer au fil des saisons, et ne le gêne pas. Écrivain brillant, il est notamment l'auteur d'un radioroman devenu très populaire dans l'école. Vincent est une caricature de journaliste, surtout au début de la série, cherchant partout les scoops et s'écriant "SCANDALE ! C'EST UN SCANDALE !" chaque fois qu'il tombe sur une situation qui, selon lui, justifie qu'on soit outré. Il est rédacteur en chef du journal étudiant qui occupais le local de la radio à la première saison (Deux premier épisodes). Giroux a donner son local car la radio avait besoin de plus de place vue l'arrivée de Camille et de Maria dans l'équipe.

Il devient pendant un moment le seul membre (jusqu'à ce que Dominique rejoigne le journal) parce qu'il s'est disputé avec le reste de son équipe. En début de la Saison2, il déménage dans le local à Disques de la radio. Vincent est en conflit constant avec Giroux, surtout au début de la série, car celui-ci penche généralement en faveur de la radio (avec laquelle la rivalité est très forte), et également parce que Giroux, grâce à Carl, est persuadé que c'est Vincent qui l'a affublé du surnom de Gros Dix-Roues. Ses parents sont toujours ensemble, mais il a été démontré que son père a été infidèle au moins une fois, puisque Dominique, la fille dont il est fou, se révèle être sa demi-sœur. Sa relation avec les membres de la radio est plutôt mauvaise en raison du fait que la radio est plus populaire, mais cela tend à s'améliorer au cours des saisons, au point qu'il devienne membre de la radio à la fin de la 2e saison et devient même meilleur ami avec Carl dans Les saisons suivantes. Cela n’empêche pas les membres de la radio de le trouver terne et ennuyeux.
- Dominique Vachon (Membre du journal étudiant) : Interprétée par Isabelle Drainville. Une fille de la campagne qui se joint au journal étudiant à son arrivée dans la série. Vincent en est fou amoureux, mais lorsqu'elle accepte enfin de sortir avec lui, il découvre qu'elle est sa demi-sœur et doit rompre, sans lui en expliquer la raison. Elle fait souvent référence à des dictons inventés par ses anciens voisins, les Robidoux. Elle est d'abord très intéressée par les astres et la divination, mais lorsqu'elle revient après une longue absence (voyage en France), elle délaisse ce côté de sa personnalité et souhaite ardemment devenir psychologue. Elle aime analyser le comportement de ses amis, au point de se servir d'eux comme "cobayes" pour vérifier ses théories.
- Jocelyne Letendre (Psychologue de l'école, responsable des activités parascolaires et conseillère en orientation (saison 2)) : Interprétée par Micheline Bernard. Présentée comme plutôt incompétente et cruche, Jocelyne est cependant bien intentionnée et généralement gentille. Elle se met en colère uniquement lorsqu'on s'en prend à son chouchou, Jean-Lou ("Mon beau Jean-Lou"). Sa phrase signature est "YO les jeunes !" qu'elle lance chaque fois qu'elle entre dans le local de la radio. Elle possède tout un répertoire d'expressions de "jeunes" sorties de nulle part et qu'elle est la seule à vraiment comprendre, (du genre, Tout est Kit-Kat dans le Shake and Bake) bien qu'elle semble convaincue que les jeunes parlent vraiment ainsi. Elle possède une marionnette de mouton, Frisou, dont elle tente parfois de se servir en thérapie mais elle finit toujours par être la seule à lui parler. Au début de la série, elle se plaint souvent du côté ennuyeux de Gilbert, son mari vendeur dans un magasin de chaussures, mais ils finissent par se séparer et elle finira par avoir une histoire avec Giroux.
- Rodolphe Giroux (Directeur de l'école) : Interprété par Pierre Claveau. Son rêve est d'être promu "grade trois", promotion qui lui a été refusée maintes fois. Il est surnommé le Gros Dix-Roues par les élèves, uniquement dans son dos, même s'il est au courant de l'existence de ce surnom. Il croit toutefois qu'il est du crû de Vincent Gélinas, ce qui lui vaut de le détester tout au long de la série. Vers le début de l'émission, il souhaite être muté dans une autre école et sa demande est acceptée : les jeunes s'en réjouissent jusqu'à ce qu'ils apprennent que le nouveau directeur est un véritable tyran. Ils font alors une campagne pour "sauver Giroux" et réussissent, à son grand désarroi, à garder leur directeur. Cependant, au fil du temps il s'attache aux jeunes de la radio, et Carl le manipule allègrement. Il a une ex-femme professeure de biologie dans l'école. La sœur de Giroux est mariée avec Firmin Laplante, professeur de mathématique mythomane. Giroux doit son "léger surplus" de poids à son amour inconsidéré pour les Glosettes (raisins secs enrobés de chocolat). Il crie souvent 'SU-PERBE' lorsqu'il est de bonne humeur.
- Firmin Laplante (Enseignant de mathématiques) : Interprété par Alexis Martin. Il a pris Carl en grippe mais aussi, curieusement, Léo (probablement pour être le cousin de Carl). Détesté de tous, principalement du directeur qui l'a engagé pour faire plaisir à sa sœur qui est son épouse. Il surnomme tout le monde "Mon petit bonhomme" (sauf Jean-Lou, qui est tellement gros qu'il mérite le surnom de "Mon moyen bonhomme"), rit nerveusement lorsqu'il est dans l'embarras et ment énormément. Tous ses mensonges sont absolument incroyables et farfelus, et se passent toujours au Danemark alors qu'il avait seize ans. Jocelyne a une fois tenté désespérément de le guérir de sa mythomanie, sans succès cependant.
- Gontrand Galgouri (Enseignant de sciences) : Interprété par Bruno Blanchet. Caricature de scientifique fou, il s'agit d'un homme bien intentionné mais potentiellement dangereux au vu de son côté imprudent et imprévisible. Il a essayé à plusieurs reprises de créer des inventions telles qu'une potion pour rendre invisible ou alors un casque qui nous aide à réussir les examens. De plus, à chaque fois qu'il y a une explosion dans le laboratoire, il en est généralement la cause. Il est follement amoureux de Jocelyne Letendre, et semble croire que c'est réciproque bien qu'elle lui explique très clairement et à plusieurs reprises qu'elle ne veut rien avoir à faire avec lui. Carl le considère comme son professeur préféré.

## Produits dérivés

### VHS
Trois cassettes VHS de la série sont parues dans le passé, chacune d'entre elles contenait trois épisodes. Elles ne sont plus disponibles maintenant.
- Volume 1 :
  - Épisode 12 : L'échec de Léo
  - Épisode 16 : Le cadeau de Grec
  - Épisode 26 : Léo love Camille

- Volume 2 :
  - Épisode 35 : Jocelyne, hypnothérapeute
  - Épisode 42 : La classe neige
  - Épisode 44 : Internet

- Volume 3 :
  - Épisode 52 : La visite surprise
  - Épisode 60 : Quand Cupidon frappe
  - Épisode 75 : La cabane à sucre

### DVD
Après de longues années de rediffusion à VRAK.TV, la chaîne décida de retirer complètement la série des ondes en 2005. Cela marqua le début des nombreuses demandes des admirateurs, réclamant une sortie DVD de la série. Une pétition en ligne a également vu le jour à ce sujet.
En 2006, Ciné Télé Action inc. retourna un courriel aux admirateurs leur annonçant la sortie d'un premier coffret de l'émission, réunissant les vingt-six premiers épisodes de la première saison.
Le coffret DVD contenant l'intégral de la saison 1 est en vente dans tous les magasins et sur Internet depuis le 12 novembre 2006.
Le coffret DVD des saisons 2 et 3 est disponible en magasins depuis le 9 octobre 2007. Cependant, le coffret ne contient que 50 épisodes, alors qu'il y en avait 52 pour les deux saisons réunies. Les épisodes suivants ont été retirés du coffret DVD pour une raison inconnue : Le futur de la gang et Cotton Morisseau. Ces deux épisodes sont toutefois présents dans le coffret des saisons 4 et 5.
Le coffret DVD des saisons 4 et 5 est disponible dans tous les magasins depuis le 9 septembre 2008. Il contient les 52 épisodes des saisons 4 et 5, en plus des deux épisodes retirés du coffret des saisons 2 et 3.
Le coffret DVD de la saison 6 est enfin disponible dans tous les magasins depuis le 26 octobre 2010, après plusieurs années de pétition(s). Il contient les treize et derniers épisodes de la série.
Le coffret des six saisons est disponible depuis le 13 septembre 2013.

## Récompenses
La série a été récompensée en nommée à de nombreuses reprises pour le Prix MetroStar et les Prix Gémeaux. Voir la fiche de la production.

## Postérité
- Le 17 août 2022, lors du Gala ComediHa! Fest, animé par Michel Charette, un sketch spécial a été présenté en hommage à la série télévisée Radio Enfer, à l'occasion de son 25e anniversaire. Les comédiens originaux de la série ont été invités à reprendre leurs rôles le temps de ce sketch[3].
- En décembre 2022, un podcast de réécoute sur la série voit le jour. Intitulé Vous réécoutez Radio Enfer et animé par Myriame et Alex, cette émission analyse en profondeur chaque épisode, explorant l'histoire, les personnages, les décors, les costumes et les références culturelles[4].